# Кларак (Горња Гарона)
Кларак (фр. Clarac) насеље је и општина у јужној Француској у региону Миди Пирене, у департману Горња Гарона која припада префектури Сен Годан.
По подацима из 2011. године у општини је живело 550 становника, а густина насељености је износила 116,03 становника/km². Општина се простире на површини од 4,74 km². Налази се на средњој надморској висини од 300 метара (максималној 515 m, а минималној 387 m).

## Демографија
| 1962. | 1968. | 1975. | 1982. | 1990. | 1999. | 2011. |
| ----- | ----- | ----- | ----- | ----- | ----- | ----- |
| 137   | 167   | 189   | 255   | 452   | 508   | 550   |

График промене броја становника у току последњих година